# Trello
Trello – aplikacja internetowa służąca do zarządzania tablicami kanban, stworzona w 2011 roku przez dwójkę programistów: Joela Spolsky’ego i Michaela Pryora. Oprogramowanie jest obecnie zarządzane i rozwijane przez Trello Enterprise – jednostkę pomocniczą firmy Atlassian.
Oprogramowanie również jest dostępne jako aplikacja komputerowa na systemy operacyjne z rodziny Microsoft Windows i macOS, a także jako aplikacja mobilna na systemy z rodziny Android oraz iOS.

## Historia
Nazwa oprogramowania pochodzi od angielskiego słowa „trellis” („krata”, „okratowanie”), będącym pierwotną jego nazwą. Premierę Trello ogłoszono w 2011 roku podczas wydarzenia zorganizowanego przez portal informacyjny TechCrunch przez założyciela ówczesnej firmy Fog Creek, Joela Spolsky’ego. We wrześniu 2011 w czasopiśmie Wired oprogramowanie zostało wyliczone na liście zatytułowanej „The 7 Coolest Startups You Haven't Heard of Yet”. W blogu Lifehacker natomiast stwierdzono, że oprogramowanie „sprawia, że współpraca w oparciu o projekty jest prosta i przyjemna”.
W około 2014 roku twórcy oprogramowania utworzyli firmę Trello, Inc. na potrzeby zarządzania oprogramowaniem. W tym samym roku uzyskała finansowanie w wysokości około 10 milionów dolarów amerykańskich od firm Index Ventures oraz Spark Capital.
Przedsiębiorstwo zostało zakupione w pierwszej połowie 2017 roku przez firmę Atlassian za kwotę 425 milionów dolarów amerykańskich. W październiku 2019 aplikacja odnotowała pułap ilości utworzonych kont w wysokości 50 milionów unikalnych użytkowników.

## Funkcjonalność
Użytkownicy Trello po utworzeniu konta w serwisie mają możliwość tworzenia tzw. obszarów roboczych, w których można utworzyć różne kolumny – domyślnie są to trzy kolumny o nagłówkach „Do zrobienia”, „W trakcie” i „Zrobione”. W kolumnach mogą być umieszczane zadania (karty), które można przenosić między tymi kolumnami – tak jak w tablicach kanban.
Oprogramowanie jest dostępne w ponad 20 językach, w tym w języku polskim.

## Odbiór oprogramowania
W 2017 roku redakcja czasopisma PC Magazine oceniła Trello na 3,5 w 5-punktowej skali, dostrzegając intuicyjny interfejs graficzny użytkownika oraz możliwość dostosowania dostępnych opcji w aplikacji, jednocześnie dostrzegając braki w niektórych częściach funkcjonalności, w tym możliwości śledzenia czasu pracy.